# Ray J
Ray J, pseudonimo di William Ray Norwood Jr. (McComb, 17 gennaio 1981), è un cantante e attore statunitense.
È il fratello minore della cantante Brandy Norwood. Ha partecipato alla diciannovesima edizione di Celebrity Big Brother.

## Biografia
Ray J ha iniziato a lavorare in televisione all'età di otto anni, apparendo in alcune pubblicità e nella serie televisiva "Sinbad", fino al 1993, quando la serie è stata cancellata. Successivamente, ha intrapreso una carriera musicale, seguendo le orme della sorella maggiore Brandy Norwood, ma ha continuato a recitare in ruoli minori in alcuni film, tra cui "Mars Attacks!" di Tim Burton.
Nel 2007, Ray J è diventato involontariamente protagonista di un video pornografico amatoriale insieme alla sua ex-fidanzata Kim Kardashian, pubblicato all'insaputa e contro la volontà di entrambi.
Nel 1995 ha pubblicato il suo primo album, "Everything You Want", per la casa discografica Elektra. Successivamente, ha collaborato con sua sorella per la registrazione di una cover del brano di Phil Collins, "Another Day in Paradise". Nel 2001 è uscito il suo secondo lavoro, "This Ain't a Game", con la collaborazione dei The Neptunes, Rodney Jerkins e Lil' Kim. Nonostante la loro presenza e la massiccia campagna pubblicitaria della sua etichetta, l'album non ha ottenuto un grande successo. Dopo una pausa di due anni, è stato pubblicato "Raydiation" nel 2005, con la produzione di Timbaland e R. Kelly, finalmente ottenendo il successo sperato. Nel 2008 è stato pubblicato il suo quarto album "All I Feel".
L'11 febbraio 2012, la sua compagna Whitney Houston è deceduta.

## Discografia
- 1997 – Everything You Want
- 2001 – This Ain't a Game
- 2005 – Raydiation
- 2008 – All I Feel
- 2009 – For the Love of Ray J
- 2021 – Raydemption

## Filmografia
- Mars Attacks! (1996)
- Steel, regia di Kenneth Johnson (1997)
- Christmas at Water's Edge (2004)
- Kim Kardashian Superstar (2007)